# Машберн, Джамал
Джамал Машберн (англ. Jamal Mashburn; родился 29 ноября 1972 года в Бронксе, Нью-Йорк, США) — американский профессиональный баскетболист. Обладатель прозвища «Monster Mash».

## Ранние годы
Джамал Машберн родился в городе Нью-Йорк (штат Нью-Йорк), учился в Бронксской школе имени кардинала Хейза, в которой играл за местную баскетбольную команду. В 1993 году закончил Кентуккийский университет, где в течение трёх лет выступал за команду «Кентукки Вайлдкэтс», в которой провёл успешную карьеру, набрав в итоге 1843 очка, 760 подборов, 220 передач и 153 перехвата, к тому же два раза помогал выиграть своей команде турнир Юго-Восточной конференции (1992—1993), а в 1993 году помог вывести свою команду в «Финал четырёх» студенческого чемпионата США (NCAA), где она уступила в полуфинале (78—81) команде «Мичиган Вулверинс», результаты которой были впоследствии отменены.

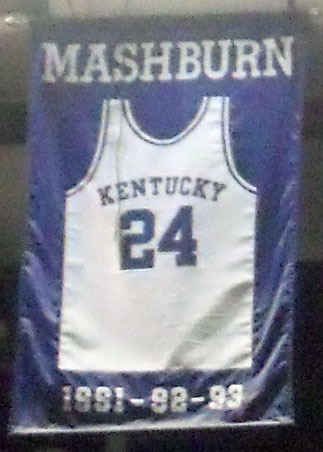
Именная майка Машберна висит на стадионе Rupp Arena

## Баскетбольная карьера

### Даллас Маверикс (1993-1997)
Играл на позиции лёгкого форварда. В 1993 году был выбран на драфте НБА под 4-м номером командой «Даллас Маверикс». В сезоне 1994–95 «Маверикс» одержали 36 побед, поскольку Машберн набирал в среднем 24,1 очко за игру (шестое место в лиге), занимая пятое место в лиге по количеству штрафных бросков (447) и седьмое место по реализованным броскам с игры (683) и пятое место по общему количеству очков (1926). В этом же сезоне 12 ноября Машберн также набрал 50 очков в игре против «Чикаго Буллз» в Чикаго. Это сделало его четвертым самым молодым игроком, набравшим 50 очков в игре НБА (Брендон Дженнингс - самый молодой). Он также побил множество рекордов франшизы и стал одним из лучших бомбардиров лиги. Несмотря на улучшения в команде, они не смогли выйти в плей-офф, а из-за травм Машберн сыграл всего 18 игр в сезоне 1995–96.
Машберн стартовал всего в 21 игре из первых 37 игр «Маверикс» в сезоне 1996–97, а 14 февраля 1997 года его обменяли в «Майами Хит» на Курта Томаса, Предрага Даниловича и Мартина Мюйрсеппа.

### Майами Хит (1997-2000)
«Майами Хит» была очень сильной командой, которую возглавляли звезды Алонзо Моурнинг и Тим Хардауэй, а тренировал Пэт Райли. Прибавление Машберна усилило нападение команды, и команда закончила сезон с рекордной для франшизы 61 победой, а Машберн набирал в среднем 13,4 очка в 30 матчах. В плей-офф «Хит» обыграли «Орландо Мэджик» в трудных 5 матчах, а затем одержали победу в изнурительной серии из семи игр над «Нью-Йорк Никс». «Майами» впервые за свою истории вышли в финал конференции против действующего чемпиона «Чикаго Буллз» и проиграли первые три игры серии, после чего сумели выиграть в Майами в четвертой игре, где Машберн набрал 17 очков. «Быки» оказались слишком сильными для «Хит» и выиграли серию в пятой игре в Чикаго. Машберн набирал в среднем 10,5 очков в своем первом плей-офф.
Всего в НБА провёл 11 сезонов. В 1994 году включался в 1-ю сборную новичков НБА. В 2003 году принимал участие в матче всех звёзд НБА, а также включался в 3-ю сборную всех звёзд НБА. В 1993 году признавался баскетболистом года среди студентов конференции Southeastern, спортсменом года конференции Southeastern, а также включался в 1-ю всеамериканскую сборную NCAA. Всего за карьеру в НБА сыграл 611 игр, в которых набрал 11 644 очка (в среднем 19,1 за игру), сделал 3271 подбор, 2414 передач, 632 перехвата и 109 блок-шотов.

## Статистика

### Статистика в НБА
| Сезон                                                                                    | Команда    | Регулярный сезон | Регулярный сезон | Регулярный сезон | Регулярный сезон | Регулярный сезон | Регулярный сезон | Регулярный сезон | Регулярный сезон | Регулярный сезон | Регулярный сезон | Регулярный сезон | Серия плей-офф | Серия плей-офф | Серия плей-офф | Серия плей-офф | Серия плей-офф | Серия плей-офф | Серия плей-офф | Серия плей-офф | Серия плей-офф | Серия плей-офф | Серия плей-офф |
| Сезон                                                                                    | Команда    | GP               | GS               | MPG              | FG%              | 3P%              | FT%              | RPG              | APG              | SPG              | BPG              | PPG              | GP             | GS             | MPG            | FG%            | 3P%            | FT%            | RPG            | APG            | SPG            | BPG            | PPG            |
| ---------------------------------------------------------------------------------------- | ---------- | ---------------- | ---------------- | ---------------- | ---------------- | ---------------- | ---------------- | ---------------- | ---------------- | ---------------- | ---------------- | ---------------- | -------------- | -------------- | -------------- | -------------- | -------------- | -------------- | -------------- | -------------- | -------------- | -------------- | -------------- |
| 1993/94                                                                                  | Даллас     | 79               | 73               | 36,7             | 40,6             | 28,4             | 69,9             | 4,5              | 3,4              | 1,1              | 0,2              | 19,2             | Не участвовал  | Не участвовал  | Не участвовал  | Не участвовал  | Не участвовал  | Не участвовал  | Не участвовал  | Не участвовал  | Не участвовал  | Не участвовал  | Не участвовал  |
| 1994/95                                                                                  | Даллас     | 80               | 80               | 37,3             | 43,6             | 32,8             | 73,9             | 4,1              | 3,7              | 1,0              | 0,1              | 24,1             | Не участвовал  | Не участвовал  | Не участвовал  | Не участвовал  | Не участвовал  | Не участвовал  | Не участвовал  | Не участвовал  | Не участвовал  | Не участвовал  | Не участвовал  |
| 1995/96                                                                                  | Даллас     | 18               | 18               | 37,2             | 37,9             | 34,3             | 72,9             | 5,4              | 2,8              | 0,8              | 0,2              | 23,4             | Не участвовал  | Не участвовал  | Не участвовал  | Не участвовал  | Не участвовал  | Не участвовал  | Не участвовал  | Не участвовал  | Не участвовал  | Не участвовал  | Не участвовал  |
| 1996/97                                                                                  | Даллас     | 37               | 21               | 26,4             | 37,2             | 32,1             | 64,9             | 3,1              | 2,5              | 0,9              | 0,1              | 10,6             | Не участвовал  | Не участвовал  | Не участвовал  | Не участвовал  | Не участвовал  | Не участвовал  | Не участвовал  | Не участвовал  | Не участвовал  | Не участвовал  | Не участвовал  |
| 1996/97                                                                                  | Майами     | 32               | 30               | 37,2             | 39,8             | 32,9             | 75,2             | 5,6              | 3,5              | 1,3              | 0,2              | 13,4             | 17             | 17             | 32,6           | 38,7           | 35,5           | 65,0           | 4,9            | 2,1            | 1,0            | 0,1            | 10,5           |
| 1997/98                                                                                  | Майами     | 48               | 48               | 36,0             | 43,5             | 30,3             | 79,7             | 4,9              | 2,8              | 0,9              | 0,3              | 15,1             | 5              | 3              | 25,8           | 26,7           | 36,4           | 75,0           | 4,4            | 1,8            | 0,6            | 0,2            | 6,2            |
| 1998/99                                                                                  | Майами     | 24               | 23               | 35,6             | 45,1             | 43,3             | 72,1             | 6,1              | 3,1              | 0,8              | 0,1              | 14,8             | 5              | 5              | 30,4           | 38,8           | 42,9           | 66,7           | 2,6            | 2,0            | 0,4            | 0,0            | 10,0           |
| 1999/00                                                                                  | Майами     | 76               | 76               | 37,2             | 44,5             | 40,3             | 77,8             | 5,0              | 3,9              | 1,0              | 0,2              | 17,5             | 10             | 10             | 42,3           | 40,1           | 39,4           | 85,7           | 4,6            | 3,2            | 1,1            | 0,2            | 17,5           |
| 2000/01                                                                                  | Шарлотт    | 76               | 76               | 39,3             | 41,3             | 35,6             | 76,6             | 7,6              | 5,4              | 1,1              | 0,2              | 20,1             | 10             | 10             | 41,9           | 40,4           | 33,3           | 84,1           | 6,2            | 5,7            | 1,2            | 0,3            | 24,9           |
| 2001/02                                                                                  | Шарлотт    | 40               | 40               | 40,0             | 40,7             | 36,6             | 87,6             | 6,1              | 4,3              | 1,1              | 0,2              | 21,5             | 1              | 1              | 10,0           | 0,0            | 0,0            | -              | 1,0            | 1,0            | 0,0            | 0,0            | 0,0            |
| 2002/03                                                                                  | Нью-Орлеан | 82               | 81               | 40,5             | 42,2             | 38,9             | 84,8             | 6,1              | 5,6              | 1,0              | 0,2              | 21,6             | 4              | 4              | 40,3           | 43,0           | 40,0           | 71,4           | 3,5            | 5,3            | 1,0            | 0,3            | 24,8           |
| 2003/04                                                                                  | Нью-Орлеан | 19               | 18               | 38,4             | 39,2             | 28,4             | 81,3             | 6,2              | 2,5              | 0,7              | 0,3              | 20,8             | Не участвовал  | Не участвовал  | Не участвовал  | Не участвовал  | Не участвовал  | Не участвовал  | Не участвовал  | Не участвовал  | Не участвовал  | Не участвовал  | Не участвовал  |
|                                                                                          | Всего      | 611              | 584              | 37,3             | 41,8             | 34,5             | 76,6             | 5,4              | 4,0              | 1,0              | 0,2              | 19,1             | 52             | 50             | 35,5           | 38,9           | 36,9           | 78,0           | 4,7            | 3,2            | 0,9            | 0,2            | 15,0           |
| Наведите курсор мыши на аббревиатуры в заголовке таблицы, чтобы прочесть их расшифровку. |            |                  |                  |                  |                  |                  |                  |                  |                  |                  |                  |                  |                |                |                |                |                |                |                |                |                |                |                |